# Myke Towers
Myke Towers (castellà: Michael Anthony Torres Monge)  (Río Piedras, 15 de gener de 1994) és un raper, cantant i compositor porto-riqueny, de gènere reggaeton i trap.

## Biografia
Nascut el 15 de gener de 1994 a Puerto Rico, va demostrar interès per la música des de ben petit. El 2013 comença a publicar els seus primers senzills a la plataforma digital SoundCloud, on va aconseguir tenir acceptació pel públic oient de música urbana; alguns d'aquests van ser «Esa es mi gata», «Coronel varcacel», «Transformers», «Comense y termine abajo», entre d'altres. A l'any següent, va participar en un documental sobre l'escena musical urbana a Puerto Rico titulat Trilligans Island.
El 2016 publica el seu mixtape debut El final del principio, debutant en el primer lloc de la llista d'iTunes i arribant a la dotzena posició en el Latin Rhythm Albums. Del disc, produït amb la discogràfica G Starr Entertainment, es desprenen senzills com «Dinero en mano», «Déjate ver», «No sabe nada» o «Alternativas».
El 2019 va treure els temes «Si se da», al costat de Farruko, tema que li va donar reconeixement a nivell internacional. Després va llançar la versió remix en companyia de Farruko, Sech, Arcàngel i Zion.
Piso 21 va llançar el senzill «Una vida para recordar» amb Towers. En aquell mateix mes també va realitzar una altra col·laboració aquesta vegada amb Bad Bunny en la cançó «Estamos arriba».
Al maig de 2019 el seu èxit «La playa» es va situar en el top 20 com a cançó més venuda a Espanya, i en la versió remix col·labora amb Maluma i Farruko. També ha col·laborat amb Becky G en la cançó «<i>Dollar</i>»; que es va llançar amb un videoclip el 12 de juliol. El 20 de desembre d'aquell any, va treure «Perriandote» al costat dels artistes Luigi 21 Plus i Ñengo Flow.
El 24 de gener del 2020 publicà el seu àlbum d'estudi debut titulat Easy Money Baby, en honor del seu fill Shawn Torres. Al mes de febrer el tema «Diosa» se situà en el lloc Núm 1 de la llista d'èxits d'Espanya de Spotify.
Al llarg de l'any 2020 va treure diversos senzills com La Playa Remix amb Farruko i Maluma, Michael Myers, Michael X, Llegará, Mayor en col·laboració amb Yandel i Diosa Remix amb Anuel AA i Natti Natasha.
No va ser fins al juliol del 2023 que va aconseguir tenir una cançó situada al primer lloc del Top 50 Global d'Spotify, amb la cançó "Lala" de l'àlbum: La Vida Es Una.

## Discografia
Àlbums d'estudi
- 2016: El final del principio
- 2020: Easy Money Baby
- 2021: Lyke Mike
- 2023: La Vida Es Una
- 2023: LVEU: Vive La Tuya...No La Mia

EP
- 2020: Para Mi Ex
- 2023: Sweet & Sour
- 2023: Icy Hot

## Videos musicals
| Títol                    | Any  | Un altre artista | Director        |
| ------------------------ | ---- | ---------------- | --------------- |
| "Una Vida Para Recordar" | 2019 | Piso 21          | Paloma València |
| "Dollar"                 | 2019 | Becky G          | Eif Rivera      |